# パラダイス山元
パラダイス山元（パラダイスやまもと、1962年〈昭和37年〉11月19日 - ）は、ラテン音楽を中心に活動するマンボミュージシャンである。

## 人物
北海道札幌市中央区出身。北海道札幌南高等学校、日本大学藝術学部美術学科インダストリアルデザイン専攻卒業後、1987年富士重工業（現：SUBARU）に入社。4年で退職し（5年で退職とする資料もある。）、東京パノラママンボボーイズでメジャー・デビュー。その後、パラダイス山元と東京ラテンムードデラックス、東京パノラマラウンジなどのバンドユニットで活動していた。

### デビュー前
ミュージシャンになる前は、富士重工業のデザイン部門に所属し、同社の自動車や鉄道車両（わたらせ渓谷鐵道）のデザインに携わった。ステーションワゴン人気の先駆けとなった初代レガシィ ツーリングワゴンやスバルの2ドアスポーツクーペアルシオーネSVXのデザインを担当。SVX発売開始前に退社し、東京パノラママンボボーイズでテイチクレコードからデビューしている。ダイムラー社製の多用途自動車（正確には「多目的動力装置」）、メルセデス・ベンツ・ウニモグ（Unimog）を個人で所有している。軌陸車として購入したが、軌道を走る機会がなく非常に重たい部品であるため取り外している。

### 趣味・趣向・仕事
- 「マン盆栽」（盆栽の鉢に、木や苔のほかにフィギュアを立てる芸術）を創案し[5][6]、自ら家元として普及に努めている。テレビ番組に出演した際、既存の盆栽愛好家から激しい反発が多かったと告白している[6]。
  - 盆栽に興味をもった外国人の男子高校生と、日本の女子高生の出会いを描いた短編映画『盆栽少女』の監督をしている。
- かなりの鉄道マニアであり、普及に努めているマン盆栽と鉄道模型を組み合わせた「鉄道マン盆栽」がテレビ番組（NHK『熱中時間』）でも取り上げられた。鉄道以外にも、乗り物全般に関心が高く、航空機[3]のマイル修行について語らせると（J-WAVE『PLATOn』）マシンガントークが炸裂する。
  - 全日空・ANAマイレージクラブのダイヤモンドサービスメンバーのステイタスを、マイル修行によって通年維持している。
  - webマガジン『マカロニアンモナイト』にて、フォトエッセイ『世界マンボ紀行』を1997年6月より毎週連載していた。[7]
  - 1日に11回[3]、1年に1000回以上の飛行機への搭乗を果たしたこともあり、2014年には天草エアラインとのコラボで、同社の10区間に1日で搭乗する「1日親子イルカ号パラダイス」運賃を提案。発売開始と同時に完売。天草エアライン、2014年1月16日（2014年1月31日閲覧）。
- テレビ朝日系列・『タモリ倶楽部』では、脚立評論家としての出演し、同番組の「空耳アワー」に作品を投稿し、採用されたことがある[8]。
- 自称「餃子の王様」。「芸能界で餃子を作らせたら一番上手なのは、タモリかパラダイス山元だ」と自身のウェブサイトに記載している。
  - 完全会員制の餃子専門店「蔓餃苑」の餃子職人兼オーナーシェフである[1][4]。2006年11月30日マガジンハウスより「餃子のスゝメ」を出版。また餃子の王将マニアであり、新店舗がオープンすると聞き付けると第一号の客になるべく全国各地に出向く。実際に台湾進出時には台湾に行き、第一号の客になる[9]。
- 自称「入浴剤ソムリエ」である。本人のプロデュースによる入浴剤 蔓潤湯が、松田医薬品から発売されている[5]。
- 1991年、日本テレビ土曜日午後の「ビッグサタデー」枠にて「東京パノラママンボアワー」が放送された。内容は、東京パノラママンボボーイズ主演の音楽バラエティーであり、演奏はもちろんセクシーダンスショーも演じられ昭和30年代の雰囲気をフィーチャーした番組であった。
- NHK子供向け番組『おかあさんといっしょ』で「たこやきなんぼマンボ」（作詞：もりちよこ、歌：杉田あきひろ・つのだりょうこ、2000年7月）などを作曲するなど幅広い分野で活動していた。
- NHK番組『ドキュメント72時間』（2023年6月30日）に、東京医科歯科大学附属病院の屋上庭園に集う一般人（アジアで唯一の公認サンタクロースの資格を持ち、膝を悪くして撮影日の2023年5月上旬の火曜日に入院中だった「料理人60歳」）として匿名で登場した。

### 公認サンタクロース
1998年に当時史上最年少の35歳で、グリーンランド国際サンタクロース協会の「公認サンタクロース試験」に合格。これ以降、「公認サンタクロース」としての活動を行っており、毎年デンマークの首都コペンハーゲンで開催されている「世界サンタクロース会議」に出席している。

### エピソード
その容姿がタレントの松村邦洋に似ているため、1999年に新宿区歌舞伎町にてテレビ収録を行っていた際、松村本人の撮影と勘違いした若者数名に歌舞伎町中を追い掛け回され暴行を受けた。「俺は松村じゃない！」と悲鳴を上げながら必死に逃げ回り、この件は新聞やワイドショーでも報道された。なお、山元と松村は飲み仲間であるという。

## 作品

### 出版物

#### 単著
- 『ザ・マン盆栽』芸文社、1999年9月。ISBN 9784874654231。
  - 『ザ・マン盆栽』文藝春秋〈文春文庫plus〉、2002年1月。ISBN 9784167660338。
- 『ザ・マン盆栽 2』芸文社、2001年9月。ISBN 9784874654927。
  - 『ザ・マン盆栽 2』文藝春秋〈文春文庫plus〉、2003年7月。ISBN 9784167660567。
- 『お湯のグランプリ 誰も書けなかった入浴剤文化論』角川書店〈角川文庫〉、2001年12月。ISBN 9784043637010。
- 『ザ・マン盆栽百景』扶桑社、2002年12月。ISBN 9784594038106。
- 『サンタクロース、ライフ。』ヤマハミュージックメディア、2002年12月。ISBN 9784636206531。
- 『ガチャ！マン盆栽』扶桑社、2003年11月。ISBN 9784594042295。
- 『贈る！マン盆栽ポストカード』新風舎〈新風舎文庫〉、2004年11月。ISBN 9784797494907。
- 『餃子のスゝメ』マガジンハウス、2006年11月。ISBN 9784838716838。
- 『サンタクロース公式ブック クリスマスの正しい過ごし方』小学館、2007年10月。ISBN 9784093877480。
- 連載フォトエッセイ「世界マンボ紀行」（1997年6月～2009年3月、マカロニアンモナイト）[7]
- 『読む餃子』アスペクト、2011年12月。ISBN 9784757220102。
- 『餃子の王様最強レシピ ミシュラン★★★より予約が取れない会員制餃子レストラン「蔓餃苑」のヒミツ全公開！』プレジデント社〈プレジデントムック〉、2013年2月。ISBN 9784833472425。
  - 『読む餃子』（改訂版）新潮社〈新潮文庫〉、2015年1月。ISBN 9784101253916。
- 『パラダイス山元の飛行機の乗り方 1日11回搭乗の「ミリオンマイラー」が教えるヒコーキのあれこれ』ダイヤモンド・ビッグ社、2013年9月。ISBN 9784478044711。
- 『パラダイス山元の飛行機のある暮らし 年間最多搭乗1022回「ヒコーキの中の人」が贈る空の過ごし方』ダイヤモンド・ビッグ社、2016年4月。ISBN 9784478047842。
- 『餃子の創り方』光文社、2016年7月。ISBN 9784334978815。
- 『マン盆栽の超情景 ミニチュアと樹木のテーブルガーデニング』誠文堂新光社、2017年5月。ISBN 9784416617441。
- 『日本一予約の取れない餃子レストランのうまい餃子』宝島社、2017年7月。ISBN 9784800272287。
- 『なぜデキる男とモテる女は飛行機に乗るのか？』ダイヤモンド・ビッグ社、2017年10月。ISBN 9784478060803。
- 『パラダイス山元の飛行機の乗り方』新潮社〈新潮文庫〉、2018年4月。ISBN 9784101253923。

#### 共著
- パラダイス山元、石黒謙吾『たこやきdeマンボ！ こだわりのお遊びレシピ』角川書店、2000年8月。ISBN 9784048532631。

#### 監修
- 染谷みのる『サンタクロースの候補生』 1巻、芳文社〈芳文社コミックス〉、2016年12月。ISBN 9784832235311。
- 染谷みのる『サンタクロースの候補生』 2巻、芳文社〈芳文社コミックス〉、2017年12月。ISBN 9784832235786。
- 勘米良優助『夜凪さんのよなよな餃子』 1巻、芳文社〈芳文社コミックス〉、2021年8月。ISBN 9784832238534。
- 『自宅で作る餃子の便利帖』晋遊舎〈晋遊舎ムック〉、2021年9月。ISBN 9784801816916。

#### 案内人
- ハトコ『うますぎ！東京ギョーザ』KADOKAWA〈まんぷくコミックエッセイ〉、2014年9月。ISBN 9784040669793。

#### 寄稿
- 日本エッセイスト・クラブ編 編「私、サンタクロースです。」『うらやましい人』文藝春秋〈文春文庫〉、2006年7月。ISBN 9784167434212。
- 「『タモリ倶楽部』餃子新年会」『アンソロジー 餃子』パルコエンタテインメント事業部、2016年4月。ISBN 9784865061703。

### 監督
- 『盆栽少女』（初監督作品）

盆栽に興味をもった外国人の男子高校生と、日本の女子高生の出会いを描いた短編映画
出演： 神谷美花、牧伸二、渚ようこ、杉作J太郎ほか
公開日： 2008年4月19日 - 25日
会場： 神保町花月、渋谷ヨシモト∞ホール、ルミネtheよしもとで公開

### 作曲
- 「たこやきなんぼマンボ」（NHK『おかあさんといっしょ』、作詞：もりちよこ、歌：杉田あきひろ・つのだりょうこ、2000年7月)

## 出演

### 映画
- Shall we ダンス?（1996年1月27日公開） - ダンスホール専属オーケストラのバンドリーダー 役
- 三大怪獣グルメ（2020年6月6日公開） - 餃子店オーナー 役

### ミュージック・ビデオ
- ピチカート・ファイヴ「イッツ・ア・ビューティフル・デイ」（1997年）

### テレビ
- ラテン専科（フジテレビ）
- 科学マンボ隊ラテンジャー（フジテレビ）
- タモリ倶楽部（テレビ朝日）
- 趣味どきっ!「餃子キングダム」（NHK教育テレビジョン）
- 〜通しか知らない究極の一日〜熱狂!1/365日のマニアさん（TBS）
- ぴったんこカン・カン（TBS）- ビートたけしと大杉漣のロケ企画の際に出演し餃子を振る舞った。